# Pentti Linnosvuo
Pentti Linnosvuo (Vaasa, 17 de março de 1933 — Helsinque, 13 de julho de 2010) foi um atirador esportivo finlandês. Ele foi campeão olímpico na categoria de tiro rápido 50 metros masculino nos Jogos Olímpicos de Verão de 1956 em Melbourne e de 25 metros masculino nos Jogos Olímpicos de Verão de 1964 em Tóquio. Junto com Alfred Lane, ele é o único campeão olímpico em ambas as modalidades.
Linnosvuo cresceu na capital finlandesa, Helsinque, onde jogou hóquei no gelo com o Helsingin Jalkapalloklubi e basquete e futebol com o Sudet. Ele começou a atirar aos quinze anos, primeiro com um rifle, mas depois trocou para pistola, mais fácil de manusear para uma pessoa canhota. Ele participou de cinco campeonatos mundiais, mas só conquistou sua primeira medalha em 1954.